# Лопатоглава дървесница
Лопатоглавите дървесници (Diaglena spatulata) са вид земноводни от семейство Дървесници (Hylidae).
Срещат се по тихоокеанското крайбрежие на Мексико.
Таксонът е описан за пръв път от германския зоолог Алберт Гюнтер през 1882 година.